# 金汤河
金汤河，是中国长江流域的一条河流，汇入大渡河上游，属于大渡河水系。河长72千米，流域面积1100平方千米，年均流量37立方米每秒。自然落差2560米。水能理论蕴藏量15万千瓦。